# Marcelo Lomba
Marcelo Lomba (Río de Janeiro, 18 de diciembre de 1986) es un futbolista brasileño. Juega de portero y su equipo es la S. E. Palmeiras de la Serie A de Brasil.

## Trayectoria

### Flamengo
Lomba entró a las inferiores del Flamengo en 2001. Jugó su primer encuentro oficial por el club el 6 de abril de 2008 en el empate 2-2 contra el Vasco da Gama por el Campeonato Carioca.
En 2010, con la salida de Diego al Ceará, Lomba logró ser el segundo arquero del club, y se estableció en la titularidad luego de que Bruno dejara el club por cargos criminales.
Fue enviado a préstamo al Ponte Preta de la Serie B para la temporada 2011. Sin embargo por problemas de contrato no se concretó el préstamo y regresó al Flamengo.

#### Bahia
Fue enviado a préstamo al Bahia en mayo de 2012. Fichó permanentemente por el club en la temporada 2012, y se consolidó como titular.

### Internacional
Fue adquirido por el Internacional el 15 de julio de 2016, el Inter pagó R$2 millones por el portero. Fue el titular del equipo en la temporada 2018, cubriendo al lesionado Danilo Fernandes.

## Selección nacional
Formó parte de la selección de Brasil sub-17 que ganó la Copa Mundial de Fútbol Sub-17 de 2003.

## Estadísticas
Actualizado al último partido disputado el 10 de diciembre de 2021.
| Club | Div.          | Temporada     | Liga  | Liga  | Estatal(3) | Estatal(3) | Copas nacionales(1) | Copas nacionales(1) | Copas internacionales(2) | Copas internacionales(2) | Total | Total |
| Club | Div.          | Temporada     | Part. | Goles | Part.      | Goles      | Part.               | Goles               | Part.                    | Goles                    | Part. | Goles |
| --- | ------------- | ------------- | ----- | ----- | ---------- | ---------- | ------------------- | ------------------- | ------------------------ | ------------------------ | ----- | ----- |
| C. R. Flamengo · Brasil | 1.ª           | 2006          | 0     | 0     | 0          | 0          | 0                   | 0                   | -                        | -                        | 0     | 0     |
| C. R. Flamengo · Brasil | 1.ª           | 2007          | 0     | 0     | 0          | 0          | -                   | -                   | 0                        | 0                        | 0     | 0     |
| C. R. Flamengo · Brasil | 1.ª           | 2008          | 0     | 0     | 1          | 0          | -                   | -                   | 0                        | 0                        | 1     | 0     |
| C. R. Flamengo · Brasil | 1.ª           | 2009          | 0     | 0     | 0          | 0          | 0                   | 0                   | 0                        | 0                        | 0     | 0     |
| C. R. Flamengo · Brasil | 1.ª           | 2010          | 30    | 0     | 1          | 0          | -                   | -                   | 1                        | 0                        | 32    | 0     |
| C. R. Flamengo · Brasil | Total club    | Total club    | 30    | 0     | 2          | 0          | 0                   | 0                   | 1                        | 0                        | 33    | 0     |
| E. C. Bahia · Brasil | 1.ª           | 2011          | 33    | 0     | -          | -          | -                   | -                   | -                        | -                        | 33    | 0     |
| E. C. Bahia · Brasil | 1.ª           | 2012          | 36    | 0     | 16         | 0          | 6                   | 0                   | 2                        | 0                        | 60    | 0     |
| E. C. Bahia · Brasil | 1.ª           | 2013          | 37    | 0     | 15         | 0          | -                   | -                   | 4                        | 0                        | 56    | 0     |
| E. C. Bahia · Brasil | 1.ª           | 2014          | 37    | 0     | 12         | 0          | 6                   | 0                   | 4                        | 0                        | 59    | 0     |
| A. A. Ponte Preta · Brasil | 1.ª           | 2015          | 37    | 0     | 1          | 0          | 3                   | 0                   | 2                        | 0                        | 43    | 0     |
| A. A. Ponte Preta · Brasil | Total club    | Total club    | 37    | 0     | 1          | 0          | 3                   | 0                   | 2                        | 0                        | 43    | 0     |
| E. C. Bahia · Brasil | 2.ª           | 2016          | 13    | 0     | 20         | 0          | 4                   | 0                   | -                        | -                        | 37    | 0     |
| E. C. Bahia · Brasil | Total club    | Total club    | 156   | 0     | 63         | 0          | 16                  | 0                   | 10                       | 0                        | 245   | 0     |
| S. C. Internacional · Brasil | 1.ª           | 2016          | 6     | 0     | -          | -          | -                   | -                   | -                        | -                        | 6     | 0     |
| S. C. Internacional · Brasil | 2.ª           | 2017          | 0     | 0     | 7          | 0          | 3                   | 0                   | -                        | -                        | 10    | 0     |
| S. C. Internacional · Brasil | 1.ª           | 2018          | 24    | 0     | 8          | 0          | 5                   | 0                   | -                        | -                        | 37    | 0     |
| S. C. Internacional · Brasil | 1.ª           | 2019          | 34    | 0     | 14         | 0          | 8                   | 0                   | 10                       | 0                        | 66    | 0     |
| S. C. Internacional · Brasil | 1.ª           | 2020          | 37    | 0     | 11         | 0          | 4                   | 0                   | 12                       | 0                        | 64    | 0     |
| S. C. Internacional · Brasil | 1.ª           | 2021          | 15    | 0     | 8          | 0          | 0                   | 0                   | 6                        | 0                        | 29    | 0     |
| S. C. Internacional · Brasil | Total club    | Total club    | 116   | 0     | 48         | 0          | 20                  | 0                   | 28                       | 0                        | 212   | 0     |
| Total carrera | Total carrera | Total carrera | 339   | 0     | 114        | 0          | 39                  | 0                   | 41                       | 0                        | 533   | 0     |
| (1) Incluye datos de la Copa de Brasil (2) Incluye datos de la Copa Libertadores y la Copa Sudamericana (3) Incluye datos de la Copa do Nordeste y la Primera Liga de Brasil |               |               |       |       |            |            |                     |                     |                          |                          |       |       |

## Palmarés

### Títulos estatales
| Título              | Club                | Estado             | Año  |
| ------------------- | ------------------- | ------------------ | ---- |
| Taça Guanabara      | C. R. Flamengo      | Río de Janeiro     | 2007 |
| Campeonato Carioca  | C. R. Flamengo      | Río de Janeiro     | 2007 |
| Taça Guanabara      | C. R. Flamengo      | Río de Janeiro     | 2008 |
| Campeonato Carioca  | C. R. Flamengo      | Río de Janeiro     | 2008 |
| Taça Río            | C. R. Flamengo      | Río de Janeiro     | 2009 |
| Campeonato Carioca  | C. R. Flamengo      | Río de Janeiro     | 2009 |
| Taça Guanabara      | C. R. Flamengo      | Río de Janeiro     | 2011 |
| Taça Río            | C. R. Flamengo      | Río de Janeiro     | 2011 |
| Campeonato Carioca  | C. R. Flamengo      | Río de Janeiro     | 2011 |
| Campeonato Baiano   | E. C. Bahia         | Bahía              | 2012 |
| Campeonato Baiano   | E. C. Bahia         | Bahía              | 2014 |
| Recopa Gaúcha       | S. C. Internacional | Río Grande del Sur | 2017 |
| Campeonato Paulista | S. E. Palmeiras     | São Paulo          | 2022 |
| Campeonato Paulista | S. E. Palmeiras     | São Paulo          | 2023 |

### Títulos nacionales
| Título              | Club            | País   | Año  |
| ------------------- | --------------- | ------ | ---- |
| Copa de Brasil      | C. R. Flamengo  | Brasil | 2006 |
| Serie A             | C. R. Flamengo  | Brasil | 2009 |
| Serie A             | S. E. Palmeiras | Brasil | 2022 |
| Supercopa de Brasil | S. E. Palmeiras | Brasil | 2023 |
| Serie A             | S. E. Palmeiras | Brasil | 2023 |

### Títulos internacionales
| Título                        | Club (*)        | Sede      | Año  |
| ----------------------------- | --------------- | --------- | ---- |
| Copa Mundial de Fútbol Sub-17 | Brasil sub-17   | Finlandia | 2003 |
| Recopa Sudamericana           | S. E. Palmeiras | São Paulo | 2022 |

(*) Incluyendo la selección

### Distinciones individuales
| Distinción                                    | Año  |
| --------------------------------------------- | ---- |
| Equipo ideal del Campeonato Brasileño Serie A | 2018 |